# Deborah Doniach
Deborah Doniach (née Abileah, le 6 avril 1912 à Genève, Suisse - décédée le 1er janvier 2004 à Londres, Angleterre) est une immunologiste clinicienne et une pionnière dans le domaine des maladies auto-immunes.

## Jeunesse
Deborah Abileah est née à Genève, en Suisse, le 6 avril 1912 de parents russes. Son père, Arieh Abileah (né Joseph Niswitzki), d'origine juive, est pianiste de concert et professeur de musique et sa mère, Fée Héllès, d'origine russo-allemande (née Fea Geller), dirige une nouvelle école de danse à Paris. La famille déménage fréquemment pendant l'enfance de Deborah, vivant à plusieurs reprises à Paris, à Vienne et en Italie.
En raison des déménagements fréquents et du style de vie bohème de ses parents, elle ne commence aucune éducation formelle avant l'âge de neuf ans, alors qu'elle et ses sœurs séjournent dans un couvent italien pendant que sa mère se remet de la tuberculose dans un sanatorium et que son père accompagne le violoniste Joseph Szigeti lors d'une tournée aux États-Unis. La famille s'installe plus tard à Tel-Aviv, en Palestine, où son père enseigne le piano au Conservatoire de Tel-Aviv. Ils quittent la Palestine pour Paris, où Deborah fait ses études au lycée Molière. Elle commence à étudier la médecine à la Sorbonne mais interrompt ses études en 1933 pour déménager à Londres après avoir épousé Israel « Sonny » Doniach, un pathologiste britannique qu'elle a rencontré pour la première fois en Palestine en 1925.
Après la naissance de ses deux enfants, elle apprend l'anglais et reprend ses études de médecine à la Royal Free Medical School, dont elle sort diplômée en 1945,.
Deborah et « Sonny » Doniach sont ensemble pendant 75 ans (jusqu'à sa mort en 2001) et ont deux enfants, Sebastian Doniach, né en 1934 — qui devient physicien de la matière condensée à l'Université Stanford — et Vera Doniach (1936-1958).

## Carrière
Doniach est employée comme assistante de recherche au Royal Free Hospital puis comme endocrinologue au Middlesex Hospital de Londres où elle travaille avec l'éminent chirurgien thyroïdien Rupert Vaughan-Hudson,. Son observation de patients atteints de la maladie de Hashimoto et sa connaissance du domaine l'amènent à réaliser que l'excès d'anticorps est une réaction auto-immune contre la glande thyroïde elle-même plutôt que des microbes externes,.
Elle collabore avec Ivan Roitt et Peter Campbell pour mieux comprendre la base auto-immune de la maladie de Hashimoto. Doniach poursuit ses études à l'hôpital Middlesex avec divers collaborateurs, dont Roitt, Sheila Sherlock, Keith Taylor et Gianfranco Bottazzo, et découvre une base auto-immune pour de nombreuses maladies, notamment l'anémie pernicieuse, la cirrhose biliaire primitive et le diabète de type I,. Cela conduit au concept d'auto-immunité spécifique à un organe.
Dans les années 1960, elle rejoint le nouveau département d'immunologie de Middlesex où elle est nommée l'une des premières immunopathologistes consultantes. En 1974, elle devient professeur d'immunologie clinique,.
Elle reçoit le Prix Van Meter de l'American Goitre Association (conjointement avec Ivan Roitt) en 1957, le Prix Gairdner Toronto (conjointement avec Ivan Roitt) en 1964, le Prix de la British Postgraduate Federation en 1967 et le Prix de la femme scientifique de l'année de l'Association of American Women Scientists, 1984.

## Publications
- Berg, Doniach et Roitt, « Mitochondrial antibodies in primary biliary cirrhosis. I. Localization of the antigen to mitochondrial membranes », The Journal of Experimental Medicine, vol. 126, no 2,‎ 1967, p. 277–90 (PMID 4165742, PMCID 2138313, DOI 10.1084/jem.126.2.277, lire en ligne)
- Roitt, Campbell et Doniach, « The nature of the thyroid auto-antibodies present in patients with Hashimoto's thyroiditis (lymphadenoid goitre) », Biochemical Journal, vol. 69, no 2,‎ juin 1958, p. 248–256 (PMID 13546173, PMCID 1196545, DOI 10.1042/bj0690248)
- Bottazzo et Doniach, « Autoimmune Thyroid Disease », Annual Review of Medicine, vol. 37,‎ 1986, p. 353–9 (PMID 2871804, DOI 10.1146/annurev.me.37.020186.002033, lire en ligne)